# Robert Coates (Schauspieler)

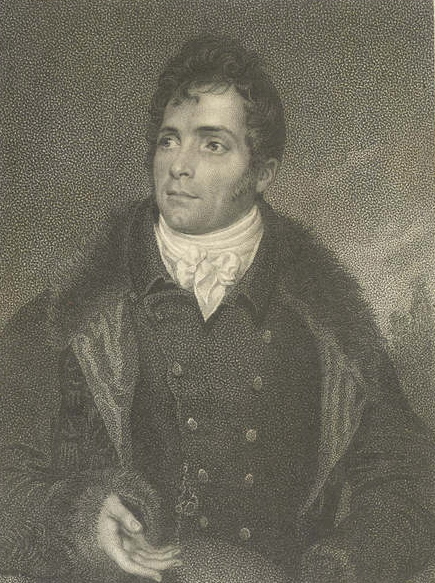
Robert Coates

Robert Coates (* 1772 auf Antigua; † 21. Februar 1848 in London) war ein britischer Schauspieler, der es durch seine Talentlosigkeit zu großer Bekanntheit brachte. Er galt zu Lebzeiten als schlechtester Schauspieler der Welt.

## Leben
Coates wurde als Sohn eines Plantagenbesitzers und Kaufmanns geboren. Er wuchs in England auf und begeisterte sich früh für das Theater, war jedoch schauspielerisch unbegabt. Über Jahre hinweg bemühte er sich, eine Rolle zu erhalten. Besonders angetan hatte es ihm die Rolle als Romeo im Shakespeare-Stück Romeo und Julia. Häufig trug er ein mit Juwelen besetztes Romeokostüm.
In Bath gelang es ihm schließlich, ein Engagement zu finden. Sein erster Auftritt fand am 9. Februar 1810 statt. Sein Schauspiel soll so desaströs gewesen sein, dass er praktisch über Nacht Bekanntheit erlangte. Die Zuschauer kamen in großer Zahl in das Theater, um zu sehen, ob der Schauspieler tatsächlich so schlecht war, wie behauptet wurde. Auf Grund dieses zumindest wirtschaftlichen Erfolgs erhielt er dann Anstellungen in London. Auch seine dortigen Auftritte waren in diesem Sinne erfolgreich. Im Londoner Regency Theatre wurde er zu einem Star und spielte über längere Zeit vor ausverkauftem Haus. Er bearbeitete selbst Shakespeare-Dramen. Wenn Zuschauer zu laut lachten, drohte er mit Schlägen. Aus dem Stegreif sprach er unsinnige Texte, auch unterbrach er Szenen, um sich direkt an das Publikum zu wenden. Wenn er auf der Bühne zu sterben hatte, tat er dies so umständlich, dass die Zuschauer Da capo riefen, um ihn erneut sterben zu sehen.
Der wirtschaftliche Erfolg seiner Auftritte brachte auch Coates finanziellen Gewinn. An seiner aufwändig gestalteten Kutsche ließ er als Wappen einen Hahn anbringen. Darunter befand sich sein Leitspruch Solange ich lebe, krähe ich (Whilst I live I crow).
Er starb 1848 im Alter von 75 Jahren, als er, um ein vergessenes Opernglas zu holen, in London eine Straße überquerte und hierbei von einer Hansom-Cab-Droschke angefahren wurde.
In einem Nachruf würdigte ihn The Gentleman’s Magazine als großen Schauspielstar, seiner eigenen Ansicht nach (great star as an actor, in his own opinion).